# 임성근 (판사)
임성근(林成根, 1964년 3월 1일, 경상남도 진해시~)은 대한민국의 고등법원 부장판사 출신 법조인이다. 경상남도 진해시에서 태어났으며, 서울대학교 법과대학 82학번으로 대학 4학년 재학 중이던 1985년에 제27회 사법시험에 합격했다. 

## 사법농단 사건
서울중앙지방법원 형사수석부장판사(차관급)시절 가토 다쓰야 사건, 일명 산케이 신문 지국장 명예훼손 혐의 사건 재판 개입과 임창용·오승환 선수 도박 사건을 약식명령으로 종결하도록 외압을 가한 혐의가 드러나 양승태 사법행정권 남용 의혹에 연루되었다. 
기소 당시 서울고등법원 부장판사(차관급)이었으며 재판배제를 당했다. 기소되었으나 1심 재판부에서 직무상 권한이 없기 때문에 헌법을 위반한 행위지만 직권남용죄로 처벌할 수 없다며 무죄 판결이 나왔다. 이에 법원에서는 부산고등법원 부장판사(차관급)으로 전보하면서 재판복귀를 하였다. 이러한 임성근 판사의 복귀에 대하여 더불어민주당과 정의당, 열린민주당, 기본소득당 의원들의 주도로 그의 탄핵을 추진하기로 하였으며, 이탄희 의원 등 161인이 2021년 2월 1일 법관(임성근) 탄핵소추안을 발의하였다.
한편, 임성근 판사는 김명수 대법원장이 탄핵에 관련된 이야기를 하며 본인의 사표를 반려했다고 주장했으며 김명수 대법원장은 이를 부인하였다. 그러자 임성근 판사는 김명수 대법원장과의 녹취 음성파일을 공개하였다. 녹취록에는 김명수 대법원장이 자신이 사표를 수리하면 정치권에서 탄핵과 관련해 문제 제기가 있을 것을 우려한다는 내용이 들어 있었다. 2021년 2월 4일 김명수 대법원장은 9개월전에 대한 기억이 잘못된 것에 대해 사과하였다. 그리고 같은 날인 2021년 2월 4일 임성근 법관에 대한 탄핵 소추가 국회에서  통과되었다.
탄핵 소추안이 통과된 가운데, 임성근 판사는 2021년 2월 28일에 판사직에서 임기 만료로 퇴직하였다. 그로부터 약 8개월 뒤에 탄핵소추안에 대하여 2021년 10월 28일 현직이 아니므로 탄핵심판의 실익이 없다고 헌법재판소에서 각하되었다. 당시 헌법재판관 중 5명(이선애·이은애·이종석·이영진·이미선)이 각하를, 3명(유남석·이석태·김기영)이 인용을, 그리고 1명(문형배)이 심판 절차 종료 의견을 냈다. 헌법재판소는 임기 만료에 대한 법관 탄핵이 법적 이익이 없다고 보았다. 그의 모든 혐의는 대법원에서도 무죄가 최종적으로 선고되었다.
부장판사 임기 만료 이후에는 변호사로 활동하며, 법무법인 해광에서 대표변호사로 근무하고 있다. 22대 국회가 마은혁 헌법재판관 후보자에 대한 임명을 최상목 권한대행이 하지 않은 것에 대한 권한쟁의심판을 통과시킨 가운데, 최상목 권한대행의 변호인으로 지정되었다.

## 같이 보기
- 양승태 사법행정권 남용 의혹
- 임성근 법관 탄핵소추
- 산케이 신문 지국장 명예훼손 혐의 사건